# Open Space Technology

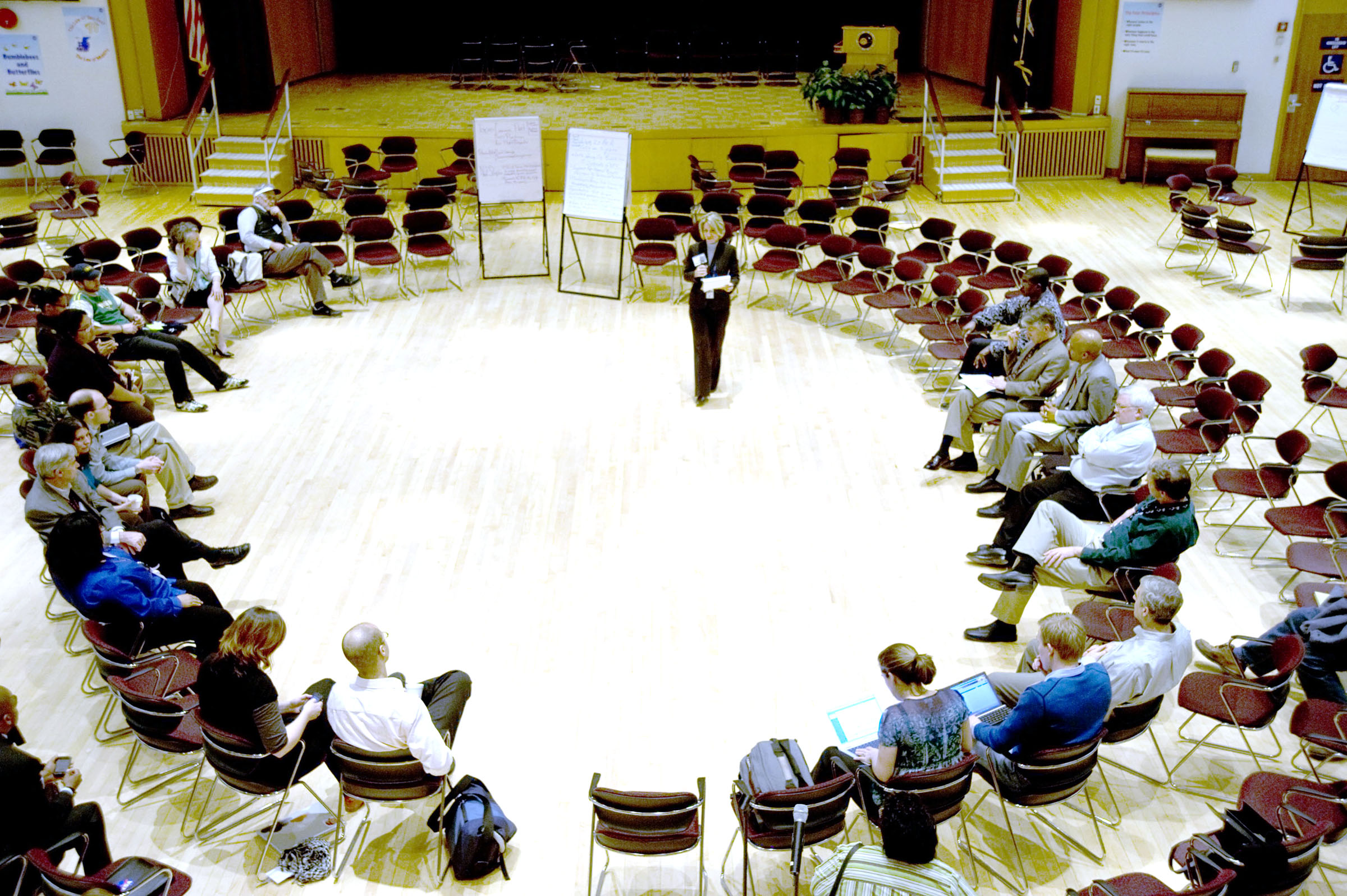
Open Space-conferentie in het NASA Goddard Space Flight Center

Open Space Technology (OST) is een methode voor het organiseren en houden van een vergadering of meerdaagse conferentie, waarbij deelnemers zijn uitgenodigd om zich te concentreren op een specifieke, belangrijke taak of doel.
In tegenstelling tot vooraf geplande conferenties waar wie op welk tijdstip zal spreken, vaak maanden van tevoren al is gepland en daarom onderhevig is aan veel veranderingen, haalt OST de deelnemers aan zodra ze fysiek aanwezig zijn op de locatie van het live evenement. In die zin is OST meer deelnemer- en minder organisator-gedreven. Pre-planning blijft essentieel; je hebt gewoon veel minder planning nodig.
Het daadwerkelijke agenda-schema van presentaties is gedeeltelijk of grotendeels onbekend totdat mensen arriveren. De planning van welk gesprek, over welk onderwerp in welke ruimte wordt gemaakt door de aanwezigen, zodra ze aankomen. Aan het einde van elke OST-bijeenkomst wordt een debriefingsdocument gemaakt met een samenvatting van wat wel en niet werkte, zodat het proces volgend jaar soepeler kan verlopen.
OST begon met inspanningen in de jaren tachtig door Harrison Owen. Het was een van de tien beste methodes voor organisatieontwikkeling die tussen 2004 en 2013 werden genoemd.

## Geschiedenis
De benadering is ontstaan door Harrison Owen, een bisschoppelijke priester wiens academische achtergrond en opleiding zich concentreerden op de aard en functie van mythe, ritueel en cultuur. In het midden van de jaren 60 verliet hij de academie om te werken met een verscheidenheid aan organisaties, waaronder kleine West-Afrikaanse dorpen, grote bedrijven en ngo's, stedelijke (Amerikaanse en Afrikaanse) gemeenschapsorganisaties, Peace Corps, regionale medische programma's, National Institutes of Health en Veterans Administratie.
Onderweg ontdekte hij dat zijn studie van mythe, ritueel en cultuur een directe toepassing had op deze sociale systemen. In 1977 startte hij een adviesbureau om als theoreticus en praktiserend adviseur de cultuur van organisaties in transformatie te verkennen.
Harrison riep het eerste internationale symposium over organisatietransformatie bijeen als een traditionele conferentie. Naderhand vertelden de deelnemers hem dat de koffiepauzes het beste waren. Dus toen hij het opnieuw deed, was Open Space zijn manier om van de hele conferentie één grote koffiepauze te maken, zij het met een centraal thema (doel, verhaal, vraag of 'mythe') dat de zelforganisatie van de groep.
Het experiment van Owen was zo succesvol dat het symposium Organisatietransformatie meer dan twintig jaar in Open Space-formaat werd voortgezet. Maar kort na de eerste Open Space begonnen de deelnemers Open Space te gebruiken in hun eigen werk en rapporteerden ze over hun leerproces. Eén evenement, dat in India werd gehouden rond het thema "The Business of Business is Learning", trok lokale media-aandacht die werd opgemerkt door de New York Times, die later in 1988 en 1994 hun eigen verhalen publiceerde op Open Space Owen heeft een beknopte gebruikershandleiding geschreven om verder experimenteren en oefenen te ondersteunen. Uiteindelijk werd een uitgebreide gids gepubliceerd door Berrett-Koehler.
In de jaren tachtig werd Owen door veel grote bedrijven beschouwd als een van de vele New Age-consultants wiens methoden de participatie van werknemers en interesse in bedrijfsproblemen zouden kunnen stimuleren.

## Centrale elementen

### Zelforganisatie

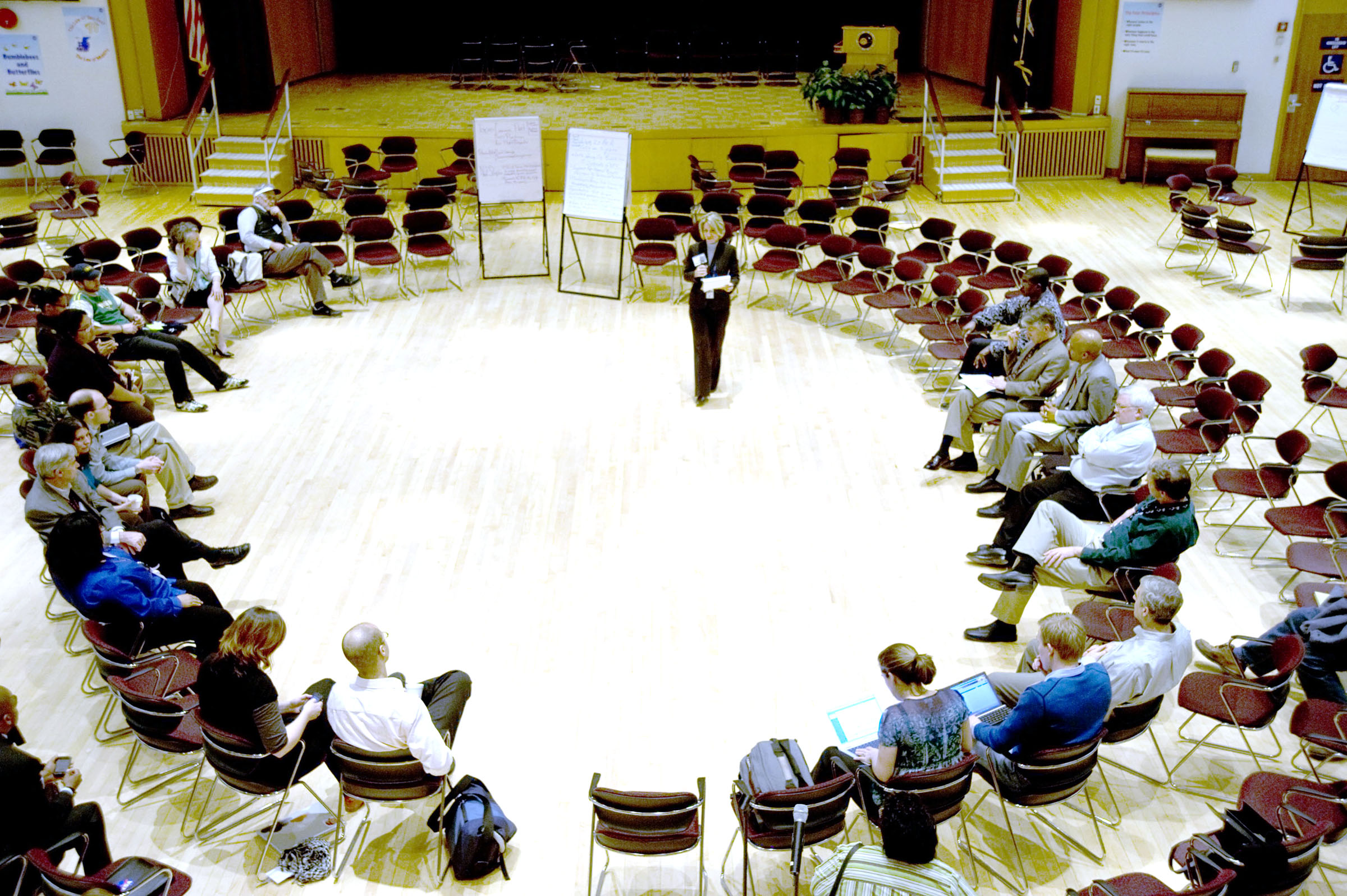
Open Space-bijeenkomst bij NASA Goddard Space Flight Center

Bijeenkomsten in de 'open ruimte' zijn in meer of mindere mate 'zelforganiserend'. Deelnemers en sprekers zijn allemaal uitgenodigd of betaald. Na bevestiging van het algemene thema en de focus is de organisator-sponsor van de bijeenkomst echter veel minder actief. De details van het dagelijkse spreekschema worden in meer of mindere mate gecreëerd en georganiseerd door de deelnemers en sprekers "op de dag van" bij te wonen.
Gezien het potentieel chaotische karakter van "open space"-bijeenkomsten, geeft de organisator-sponsor bij het begin van het evenement zijn beste slag om het thema, de grondregels, de waarden en de energieën van de conferentie te focussen. Dit omvat vaak korte inleidingen van elke aanwezige spreker.
De organisator-sponsor legt het "zelforganiserende" proces uit, samen met eventuele regels voor veranderende tijden, gesprekken en schema's zodra deze openbaar zijn gemaakt. De ideale facilitator van een evenement is "volledig aanwezig en totaal onzichtbaar", "ruimte vasthouden" voor deelnemers om zichzelf te organiseren, in plaats van microbeheersende activiteiten en gesprekken.

### Uitkomsten
Omdat de agenda van een Open Space-bijeenkomst meer als een levend ding naar voren komt, is wat er precies gaat gebeuren of wordt aangepakt in meer of mindere mate onbekend. Toch kunnen en moeten verschillende zinvolle resultaten specifiek in het proces worden ingebouwd (veiligheid, vertrouwen, beleefdheid).
Open Space-bijeenkomsten worden meestal van een uur tot een paar dagen gehouden. Aan het einde van een aantal (vooral langere) open space-bijeenkomsten wordt een procesdocument samengesteld uit de notities die tijdens alle breakout-sessies zijn gemaakt. Dit wordt op papier of elektronisch onder alle deelnemers verspreid en gebruikt als basis voor het prioriteren van problemen, het identificeren van de volgende stappen en het voortzetten van het werk buiten de vergadering zelf.

## Waar OST is gebruikt
Verschillende andere benaderingen delen een of meer kenmerken met OST: "unconferences", bijv FooCamp en BarCamp. Zowel FooCamp als BarCamp zijn deelnemer-gestuurd, zoals OST, maar geen van beide is georganiseerd rond een vooraf bepaald thema of gericht op het oplossen van een probleem. Het eerste Foo Camp werd georganiseerd door Tim O'Reilly en Sara Winge; Omdat Sara een leerling was van Harrison Owen, worden veel elementen die vergelijkbaar zijn met OST gebruikt in Foo Camp. 
De Open Space-benadering werd voor het eerst gebruikt in de Agile-softwareontwikkelingsgemeenschap tijdens de Agile / XP Universe-conferentie in 2002. Die groep ontwikkelde zich uiteindelijk tot de Agile Alliance, die het gebruik van Open Space in de Agile-gemeenschap heeft ondersteund. Sindsdien wordt Open Space gebruikt voor het leiden van Agile-transformatie en voor het verzamelen van vereisten in Agile-projecten.
Een design sprint (een vergadertechniek ontwikkeld door Google en gerelateerd aan design thinking) is vergelijkbaar met OST omdat deelnemers worden uitgenodigd door een organisator om samen te werken aan het oplossen van een probleem, met de hulp van een facilitator die is getraind in het leiden van dergelijke bijeenkomsten. (Google gebruikt ook OST-methoden, die een Google-technicus omschreef als "bijna het * tegenovergestelde * van sprints ... een minimaal ontworpen gesprek dat groepen nog steeds tot een solide reeks overeenkomsten brengt.")
Sommige organisatoren van vergaderingen gebruiken Open Space-technieken in combinatie met andere methoden, om wat zij zien als "tekortkomingen" van OST te vermijden, bijvoorbeeld een sfeer die potentieel onvriendelijk is voor introverte mensen.

### Open Space in het onderwijs
Onderwijsonderzoekers zien in het OST format een mogelijk geschikte methode om eigenaarschap en zelfsturing van het leren te stimuleren. De eerste studies in het hoger onderwijs lieten zien dat studenten meer betrokken zijn, meer tijd besteden aan hun studie (zie: Patton et al., 2016; Pereira & Figueiredo, 2010). OST lijkt ook kritisch denken te stimuleren (Van Woezik et al., 2019).